# Juan Bromley
Juan C. Bromley Seminario  (Callao, 2 de setiembre de 1894 - Lima, 31 de mayo de 1968) fue un abogado e historiador peruano. Se desempeñó como secretario municipal en la Municipalidad de Lima, investigador de urbanismo en la ciudad de Lima, también fue presidente de diversos clubes del fútbol peruano.

## Biografía
Egresado de Letras y Derecho de la Universidad Nacional Mayor de San Marcos.
Hasta los 65 años, trabajó en diecisiete gestiones ediles de la Municipalidad de Lima. Recibió la Medalla de Oro por El estandarte real de la ciudad de Lima en 1927 y el Primer Premio del Concurso Histórico del IV Centenario de Lima por La fundación de la Ciudad de los Reyes en 1935.
Fue dirigente deportivo y entre 1927 y 1931 presidió el Club Alianza Lima, así como presidente fundador del Deportivo Municipal y presidente de la Federación Peruana de Fútbol entre 1944 y 1948.
Entre 1942 y 1964 publicó la transcripción de 13 Libros de cabildos de Lima, así como los índices de 45, incluyendo 31 Libros de Cédulas y Provisiones.
En 1945, fue miembro del Instituto de Investigaciones Genealógicas y, en 1955, del Instituto Histórico del Perú. Entre 1964 y 1967 publicó en quince partes su manuscrito Las viejas calles de Lima en el boletín municipal.